# ナイン・インタビューズ 柴田元幸と9人の作家たち
『ナイン・インタビューズ 柴田元幸と9人の作家たち』（ナインインタビューズ しばたもとゆきときゅうにんのさっかたち）は、柴田元幸によるインタビュー集、CDブック。
2004年3月、アルクより刊行された。国内外の小説家8名と漫画家1名に対して、アメリカ文学研究者で翻訳家の柴田が聴き取りを行っている。インタビューの内容は別添の2枚のCDで聴くことができる（村上春樹を除く）。日本語訳も柴田。書籍は左ページが英語、右ページが日本語という体裁になっており、語学教材としての側面もあわせもつ。雑誌掲載時の約2倍の分量の活字が収められている。

## 内容
| 名前                     | 初出                           | 収録日・場所                                 | 備考 |
| ------------------------ | ------------------------------ | -------------------------------------------- | --- |
| シリ・ハストヴェット     | 『English Journal』2001年5月号 | 2000年8月26日 ブルックリン                   | 1955年ミネソタ州生まれ。小説家。夫はポール・オースター。 |
| アート・スピーゲルマン   | 『English Journal』2001年6月号 | 2000年8月27日 ソーホー                       | 1948年ストックホルム生まれ。漫画家。 イタリア映画『ライフ・イズ・ビューティフル』をポール・オースターと共に見たときの感想が語られている。 |
| T・R・ピアソン           | 『English Journal』2001年9月号 | 2000年8月29日 ヴァージニア州シャーロッツビル | 1956年ノースカロライナ州生まれ。小説家。 |
| スチュアート・ダイベック | 『English Journal』2001年8月号 | 2000年8月31日 シカゴ                         | 1942年シカゴ生まれ。小説家。 |
| リチャード・パワーズ     | 『English Journal』2001年4月号 | 2000年9月1日 イリノイ州アーバナ              | 1957年イリノイ州生まれ。小説家。 |
| レベッカ・ブラウン       | 『English Journal』2001年7月号 | 2000年9月3日 シアトル                        | 1956年カリフォルニア州生まれ。小説家。 |
| カズオ・イシグロ         | 『English Journal』2002年4月号 | 2001年10月25日 東京都                        | 1954年長崎市生まれ。小説家。 作家における「声」（Voice）の問題が語られている。 |
| ポール・オースター       | 『English Journal』2003年4月号 | 2002年7月25日 電話インタビュー               | 1947年ニュージャージー州生まれ。小説家。 新作の『幻影の書』、「ナショナル・ストーリー・プロジェクト」、911テロ事件などが主たるトピック。政治的な発言が目を引く。                                                                              |
| 村上春樹                 | 語り下ろし                     | 2003年7月11日 神奈川県大磯町                 | 1949年京都市生まれ。小説家。 「僕は『うなぎ説』というのを持っているんです。僕という書き手がいて、読者がいますね。でもその二人だけじゃ、小説というのは成立しないんですよ。そこにうなぎが必要なんですよ。うなぎなるもの」という説が披露される。 |